# 川崎市立高津高等学校
川崎市立高津高等学校（かわさきしりつ たかつこうとうがっこう）は、神奈川県川崎市高津区にある公立の高等学校。男女共学。川崎市北部唯一の市立高等学校。

## 沿革
出典
- 1928年（昭和3年）
  - 3月15日 - 高等女学校令により高津町立実科高等女学校設立認可。この当時は、橘樹郡高津町溝の口1205番地にある高津小学校に併設されていた。
  - 4月17日 - 開校記念式典を挙行し、この日(4月17日)を開校記念日と定めた。
- 1934年（昭和9年）8月1日 - 橘樹郡高津町溝の口1193番地に独立校舎新築移転。
- 1935年（昭和10年）4月1日 - 組織を改めて実科を廃止し、高津町立高等女学校と改称。
- 1937年（昭和12年）4月1日 - 高津町の川崎市への合併により、川崎市立高津高等女学校と改称。
- 1944年（昭和19年）8月1日 - 川崎市末長282番地に校舎新築移転。
- 1948年（昭和23年）
  - 3月31日 - 学制改革により川崎市立高津高等学校と改称。
  - 6月10日 - 川崎市立生田5152番地に昼間定時制生田分校設置。
- 1949年（昭和24年）3月19日 - 高等学校第1回及び高等女学校第18回（高女制最終）卒業式挙行。
- 1951年（昭和26年）4月1日 - 生田分校に別科課程設置。
- 1954年（昭和29年）8月1日 - 川崎市久本180番地に校舎新築移転。
- 1955年（昭和30年）4月1日 - 全日制に家庭科を新設。普通科が男女共学となり、男子生徒16名が入学。定時制夜間部発足。生田分校別科課程を廃止し、家庭商業コース設置。
- 1958年（昭和33年）5月27日 - 講堂兼体育館落成。
- 1962年（昭和37年）9月1日 - 体育館別館、特別教室（科学）、普通教室増築。
- 1973年（昭和48年）4月1日 - 家庭科募集停止。分校第3学年以下を全日制家庭科に移行。生田分校定時制の募集を停止し、全日制家庭科に移行。
- 1975年（昭和50年）
  - 1月24日 - 校舎改築第一期工事竣工。
  - 3月1日 - 全日制家庭科第18回（最終）卒業式挙行。
- 1976年（昭和51年）4月9日 - 校舎改築第二期工事竣工。
- 1977年（昭和52年）
  - 3月18日 - 校舎改築第三期工事竣工。
  - 3月31日 - 生田分校廃止（在校生を本校に併合）。
- 1978年（昭和53年）
  - 10月27日 - 新体育館フロア竣工。
  - 11月1日 - 創立50周年と校舎落成の両記念式典挙行。
- 1981年（昭和56年）6月13日 - 新体育館管理室増築。
- 1985年（昭和60年）3月22日 - 久本小学校との境界にプロムナード設置。
- 1986年（昭和61年）5月2日 - 部室改築工事完了。
- 1988年（昭和63年）4月1日 - 暫定学級増実施。
- 1989年（平成元年）2月1日 - 創立60周年記念誌高津高時報縮刷編集板第3集発行。
- 1990年（平成2年）
  - 3月31日 - グランド整備。
  - 9月5日 - 化学室改修。
- 1992年（平成4年）
  - 9月10日 - 校舎内部改修。
  - 9月16日 - 生物室、新体育館床改修、トイレ改修、電話交換機改修。
- 1993年（平成5年）8月31日 - 保健室、テニスコート改修。
- 1994年（平成6年）11月1日 - コンピューター室設置（42台導入）。
- 1995年（平成7年）
  - 8月10日 - 3号棟教室内改修工事。
  - 8月21日 - 会議室内装改修工事。
- 1996年（平成8年）
  - 8月29日 - 旧体育館耐震補強工事。
  - 9月19日 - 2号棟の3階から4階普通教室に冷房装置設置。
  - 9月26日 - 第1機器室改修工事（LL教室新設備機器設置）。
- 1997年（平成9年）
  - 1月24日 - 新体育館耐震補強工事。
  - 12月5日 - 4号棟電話機増設工事。
- 1998年（平成10年）10月3日 - 創立70周年記念誌、高津高時報縮刷総集版第4集発行。
- 1999年（平成11年）7月19日 - ケインズネットに接続し、インターネット開始。
- 2000年（平成12年）
  - 3月29日 - マルチメディア活用学校関連推進事業開始（第一会議室に70インチモニター設置）。
  - 9月1日 - 校内LAN設置。
  - 11月1日 - コンピュータリース替えに伴い、第1・2コンピュータ教室を改修設置。
- 2002年（平成14年）
  - 2月28日 - 3棟東側壁面塗装工事。
  - 4月1日 - 運動部活動地域連携事業実施（本校・高津中・東高津中）。
  - 4月4日 - 図書館サッシ工事。
  - 12月20日 - 2棟東側壁面塗装工事。
- 2003年（平成15年）
  - 12月17日 - 旧体舞台工事。
  - 12月20日 - 2棟東側壁面塗装工事。
- 2004年（平成16年）3月31日 - インターネット2事業完了。
- 2005年（平成17年）
  - 2月14日 - 3号棟北側壁面塗装工事。
  - 8月10日 - 3号棟3階・4階普通教室に冷房装置設置。
- 2006年（平成18年）3月15日 - 3号棟北側壁面塗装工事。
- 2007年（平成19年）
  - 1月31日 - 図書館壁面塗装工事。
  - 3月20日 - コンピュータリース替え完了。
  - 4月1日 - 2学期制試行。中高連携推進事業実施（高津中学校）。
- 2008年（平成20年）
  - 5月17日 - 耐震補強工事（3号棟）。
  - 9月1日 - 学務ソフト導入。
  - 11月28日 - 創立80周年記念行事（すくらむ21）。
- 2009年（平成21年）3月20日 - 耐震補強工事（1号棟・2号棟）。
- 2010年（平成22年）7月20日 - 耐震補強工事（4号棟・図書館）。
- 2018年（平成30年）6月1日 - 校舎改修1期工事（2号棟壁面塗装工事、エレベータ設置、3号棟トイレ改修）。
- 2019年（平成31年・令和元年）
  - 1月21日 - 創立90周年記念誌・高津高時報縮刷総集版第6集発行。
  - 4月8日 - 1学年生徒より、個人端末PC導入。
  - 7月20日 - 校舎改修2期工事（4号棟全面改修、3号棟特別教室改修）。

## 設置課程
- 全日制普通科
- 定時制普通科（4年制。高等学校卒業程度認定試験の合格科目等を利用し、3年間で卒業も可能）

## 学園祭
- 文化祭・体育祭はともに「積木祭」と呼ばれ、文化の部・体育の部に分かれている。
- 体育の部は5月ごろ、文化の部は9月ごろに行われる。
- 体育の部では、クラスごとに抽選で、赤・青・緑・黄・紫・桃・橙の7つのブロックに分かれる。

## 地域との関わり
- 川崎市立高等学校合同芸術祭

毎年1月に、川崎市立の高等学校（川崎、幸、川崎総合科学、橘、高津）が合同で行っている作品展示・演奏の総称。作品展示は川崎駅前タワー・リバーク3階の「アートガーデンかわさき」で、演奏はカルッツかわさきで行われている。

## 交通
- JR南武線武蔵溝ノ口駅、東急田園都市線・大井町線溝の口駅 徒歩7分
- 川崎市バス溝04・溝06系統など 高津高校前下車
- 東急バス新横溝口線[2] 高津高校前下車

## 周辺
- 川崎市立高津中学校 - 同一敷地内。なお、本校所在住所は「3丁目11番1号」で、中学校所在住所は「3丁目11番2号」である。
- 川崎市立久本小学校 - 同一敷地内。なお、本校所在住所は「3丁目11番1号」で、小学校所在住所は「3丁目11番3号」である。
- 南武沿線道路
- JR南武線 - 線路はすぐ近くを通るが、武蔵溝ノ口駅は少し離れている。

以下はJR南武線をはさんだ場所に位置する。
- 学校法人洗足学園
  - 洗足学園音楽大学
  - 洗足こども短期大学
  - 洗足学園小学校
  - 洗足学園中学校・高等学校

## 著名な出身者
- 藍とも子（女優）
- 本多彩子（女優、タレント）
- 山崎舞（元女子プロ野球選手）
- 斎藤明日斗（棋士）
- 太田賢吾（サッカー選手）
- 山根陸（サッカー選手）